# La Grande-Résie
La Grande-Résie är en kommun i departementet Haute-Saône i regionen Bourgogne-Franche-Comté i östra Frankrike. Kommunen ligger i kantonen Pesmes som tillhör arrondissementet Vesoul. År 2022 hade La Grande-Résie 89 invånare.

## Befolkningsutveckling
Antalet invånare i kommunen La Grande-Résie
| Referens: INSEE |